# Basile Bouchon
Pour les articles homonymes, voir Bouchon.

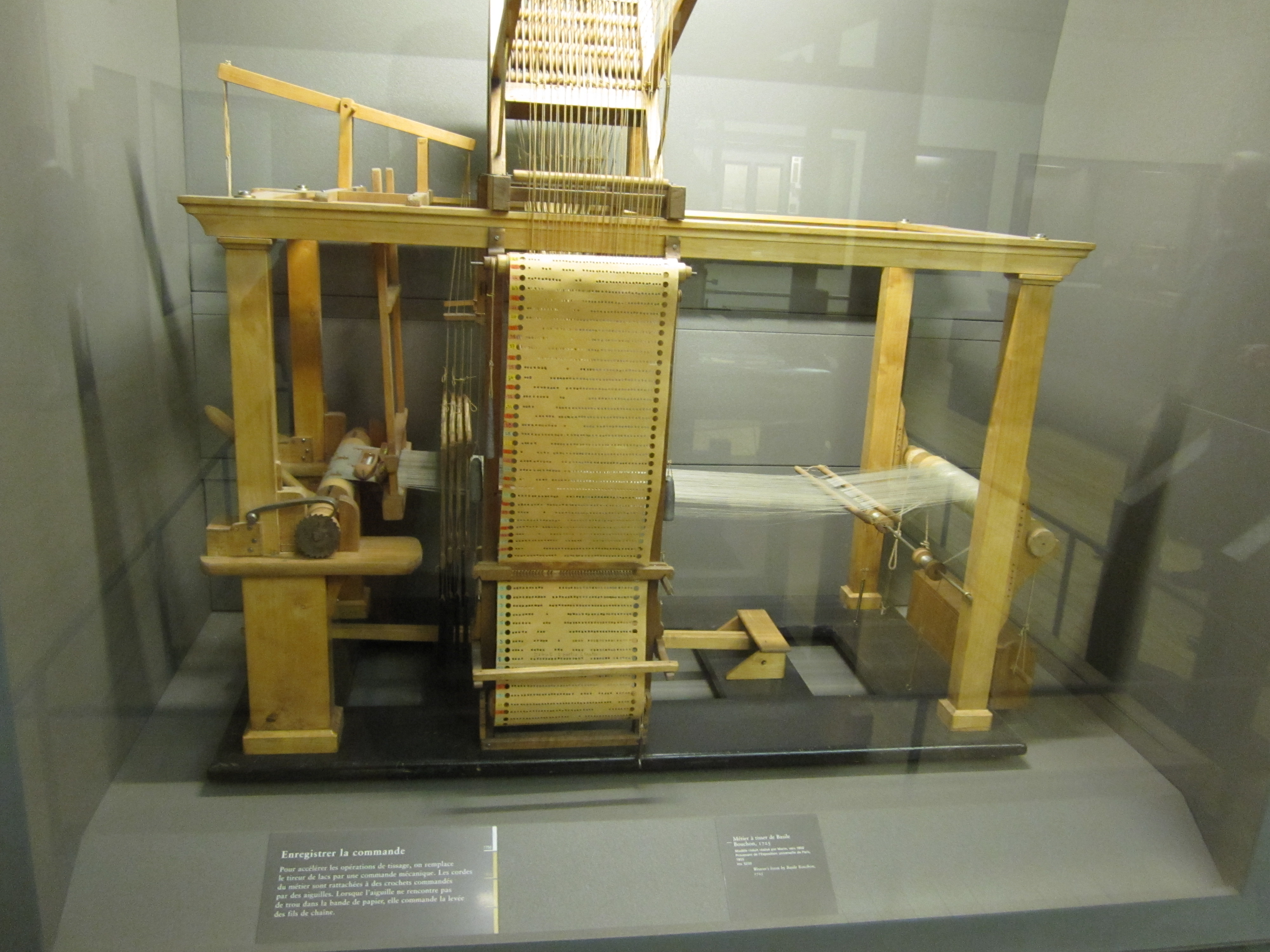
Métier à tisser de Basile Bouchon, exposé au musée des Arts et Métiers à Paris.

Basile Bouchon (ou Boachon) est l'inventeur du métier à tisser semi-automatique.
En 1725, cet inventeur français utilise un ruban perforé pour programmer un métier à tisser. Ouvrier lyonnais et fils d'un fabricant d'orgues, il adapte ainsi le concept des mécanismes d'horlogerie utilisés dans les boîtes à musique à la tâche répétitive du tissage.
Cette invention est perfectionnée en 1728 par Jean-Baptiste Falcon, qui utilise une série de cartes perforées reliées entre elles.
En 1739, Basile Boachon aurait reçu de la ville de Lyon la somme de 1000 livres, « pour l'indemniser des dépenses qu'il avait faites en cherchant le secret de monter et faire travailler des méliers sans le secours du cantre et de la tireuse ».
D'après les registres de la Grande Fabrique, Bazile Boachon, maitre passementier, qui a résidé rue Gentil, n'aurait pas pu « faire usage de ses différents talents » à Lyon « parce que n'étant point maitre ouvrier en soie, il n'a pas la liberté d'y travailler » et aurait donc décidé de se retirer à Vienne.
Son invention sera reprise en 1801 par Joseph Marie Jacquard, qui devient célèbre avec le métier Jacquard.
Le principe de la carte perforée sera repris par Herman Hollerith, l'inventeur de la mécanographie, à la fin du XIXe siècle. Ce principe, et plus précisément les cartes du métier Jacquard, a également inspiré Charles Babbage, un des principaux précurseurs de l'informatique.

## Bouchon ou Boachon?
D'après des recherches récentes, Bouchon était autrefois orthographié Boachon. Ce qui semble confirmé par des archives.
Ainsi, en 1732, une ordonnance consulaire accorda « au sieur Boachon », à Lyon, le privilège exclusif pendant dix ans, de la fabrication des rubans et passements à l’aide du métier qu’il avait inventé. Cette orthographe est confirmée par les délibérations du conseil municipal de 1739.
Pourtant, en 1851, dans les « Travaux de la Commission française sur l'industrie des nations », il est question des améliorations apportées par « Basile Bouchon » (quant à Jacquard, il est orthographié Jacquart).
En 1863, dans son ouvrage « Historique du métier Jacquard », Paul Eymard orthographie « Bazile Bouchon ».
Finalement, dans les ouvrages du XXè siècle, c'est cette orthographe "Bouchon" qui est retenue.
En 2015, Lesley Ellis Miller (maître de conférence en histoire du textile et du vêtement) identifie un Basile Boachon, maître passementier retiré à Vienne (ce qui correspond effectivement à ce qu'on trouve dans les archives lyonnaises). Mais c'est surtout l'ouvrage "Le lettré de la Croix-Rousse", en 2022, qui redonne à Bouchon son orthographe Boachon.